# Федорюк Василь Олександрович
Василь Олександрович Федорюк (14 лютого 1948, с. Іванківці, Кіцманський район, Чернівецька область — 7 квітня 2020, Чернівці) — український підприємець і футбольний функціонер. Генеральний директор фірми «Ніко-Гермес». Президент клубу «Буковина» (Чернівці) у 1993—1998 і 2007—2010 роках, пізніше входив до Ради футбольного клубу «Буковина».

## Життєпис
Народився 14 лютого 1948 року, у селі Іванківці, де закінчив загальноосвітню школу, а згодом завершив навчання у Кіцманському сільськогосподарському технікумі.
З 14 років грав за сільську команду. Під час служби в армії (1968—1970) грав за Київський військовий округ. Після армії грав за аматорські команди «Будівельник», ДОК і «Гравітон». У складі ДОКу став чемпіоном Чернівецької області та грав в аматорському чемпіонаті України. У 32 роки зазнав важку травму коліна, внаслідок чого і завершив грати у футбол.
У 1970 році вступив на вечірнє відділення біологічного факультету Чернівецького державного університету, який закінчив у 1976 за фахом «інженер–хімік».
Працював майстром на заводі мінерально-вітамінних біологічних препаратів. Був спочатку майстром, а потім начальником зміни та цеху.
У 1986—1990 — начальник Чернівецького санзагону агропромислового комплексу. З 1990 року — генеральний директор ТОВ «Ніко–Інвест» і ТОВ «Гермес–Ніко». Член партії «Наша Україна» з 2004 року.
Президент футбольного клубу «Буковина» (Чернівці) у 1993—1998 і 2007—2010 роках. За підсумками сезону 2009/10 команди вийшла до першої ліги. Входив до Ради клубу, де були також президент «Буковини» Василь Орлецький і Володимир Чумак (колишній президент харківського «Арсенала»).
Був одружений. Доньки: Юлія та Марина.